# كبلر-19b
كليبر 19 بي (بالإنجليزية: Kepler-19b)‏ الذي يرمز له بالرمز KOI-84.01، هو كوكب خارج المجموعة الشمسية، في كوكبة القيثارة، يتبع Kepler-19 ‏.

## الاكتشاف
اكتشف في 2 فبراير 2011، وكانت طريقة الاكتشاف طريقة العبور.